# Gloö
Gloö är en ö i Åland (Finland). Den ligger i Skärgårdshavet och i kommunen Brändö i landskapet Åland, i den sydvästra delen av landet. Ön ligger omkring 70 kilometer nordöst om Mariehamn och omkring 220 kilometer väster om Helsingfors.
Öns area är 39,7 hektar och dess största längd är 1 kilometer i nord-sydlig riktning.